# Hatchlings
Hatchlings es el tercer episodio de la quinta temporada y cuadragésimo quinto episodio a lo largo de la serie de drama y ciencia ficción de TNT Falling Skies. Fue escrito por Jonathan Glassner y dirigido por Robert Lieberman. Fue estrenado el 12 de julio de 2015 en Estados Unidos.
La 2nd Mass descubre la fuente de abastecimiento de las fuerzas enemigas; El liderazgo de Tom comienza a extenderse a las milicias humanas restantes en todo el mundo; Hal desobedece a su padre y Tom tiene que tomar una decisión dolorosa.

## Argumento
La 2nd Mass logra eliminar el enjambre en los campos de cultivos, sin embargo, descubren que los Espheni han encontrado una nueva forma de reproducir a los Skitters y Avispones. Cochise informa que el cincuenta y dos por ciento de la milicias a lo largo del mundo están teniendo éxito, sin embargo, a los Volm les ha sido imposible penetrar en Fayetteville y Washington D. C. por lo que creen que los Espheni están preparando una nueva arma. Cochise logra identificar a la criatura con la que Tom ha estado teniendo visiones/sueños como Dornia, una especia que se cree extinta debido a la skitterización de los Espheni. Caitlin escapa con Brian, quien la lleva ante un Supremo. El Espheni ordena a Brian asesinar a su hermana pero Hal y Maggie intervienen. Brian asesina accidentalmente a Caitlin y después se dispara en la cabeza. Mientras tanto, la 2nd Mass intenta averiguar dónde están siendo engendrados los nuevos Skitters y Avispones y Pope y Sara son enviados a hacer una ronda. Hal y Maggie llevan al Señor al campamento donde Ben se conecta con él y le advierte a Tom que hay algo que el Supremo está ocultando. Ben pide la ayuda de Maggie para averiguar qué está pasando y descubren la ubicación exacta de la fábrica de Skitters. Sara cae en una de las bombas de niebla. Pope regresa al campamento pidiendo ayuda para rescatar a Sara, sin embargo, Tom decide ir en primera instancia a la fábrica de Skitters. Pope regresa al bosque y descubre que Sara ha sido atacada por los insectos mutantes y poco después muere. En el campamento, Anthony es relevado de su puesto después de asesinar al Supremo tras creer que este tenía un arma en su poder y ser diagnosticado con TEPT por Anne.

## Elenco
| - Noah Wyle como Tom Mason. - Moon Bloodgood como Anne Glass. - Drew Roy como Hal Mason. - Connor Jessup como Ben Mason. - Maxim Knight como Matt Mason. - Colin Cunningham como John Pope. - Sarah Sanguin Carter como Maggie. - Mpho Koahu como Anthony. - Doug Jones como Cochise. - Will Patton como Daniel Weaver. | - Taylor Russell como Evelyn. - Julia Sarah Stone como Caitlin. - Treva Etienne como Dingaan Botha. - Mira Sorvino como Sara. |

## Continuidad
- Sara, Caitlin y Brian mueren en este episodio.
- Cochise revela la raza de la criatura que Tom ha estado viendo en sus sueños/visiones.

- Los Dornia se creían extintos debido a la colonización de los Espheni, quienes los transformaron en Skitters.

## Recepción

### Recepción de la crítica
Chris Carabott de IGN calificó al episodio como satisfactorio y le otorgó una puntuación de 6.7 sobre 10, comentando: "Hatchlings tenía mucho potencial teniendo en cuenta la cantidad de importante desarrollo que contenía. Es una lástima que la mayor parte de ese desarrollo se sentía más como una regresión mientras Pope y Tom están en desacuerdo, una vez más. Por otra parte, los extraterrestres misteriosos fueron nombrados. Eso es algo".

### Recepción del público
En Estados Unidos, Hunger Pains fue visto por 1.88 millones de espectadores, recibiendo 0.4 millones de espectadores entre los 18 y 49 años, de acuerdo con Nielsen Media Research.